# Улцинь (община)
Улцинь (серб. Opština Ulcinj / Општина Улцињ) — община в Черногории. Административный центр общины — город Улцинь.
Самый южный муниципалитет Черногории, граничащий с Албанией на востоке, общиной Бар на севере и Адриатическим морем на юге и западе. Расположен на вершине холма с видом на берег моря.
Площадь общины составляет 255 км² (18 место в стране).
Население по состоянию на 2019 года — 20 191 человек. Плотность — 78 чел./ км². В Ульцине проживает самая большая албанская община в Черногории, примерно 70 % населения которой составляют албанцы. По переписи 2011 года здесь проживало 20 290 человек. Население, в основном, состояло из албанцев (14 076 чел.), черногорцев (2478), боснийцев (1219) и сербов (1145).
Является популярным туристическим местом, благодаря длинным пляжам — Велика Плажа, Валданос, ледниковому озеру Шаско и острову Ада-Бояна, на территории которого находится нудистская деревня, а также 2000-летнему средневековому городу-крепости Улцинь, который входит в список объектов всемирного наследия ЮНЕСКО в Черногории. Имеется также пляж под названием Мала Плажа (или «Городской пляж»), который намного меньше, но находится в центре города и очень популярен среди посетителей.

## Населённые пункты общины
- Амбула (Ambula),
- Белая Гора (Bijela Gora),
- Бойке (Bojke),
- Брайше (Brajše),
- Братица (Bratica) ,
- Бриска Гора (Briska Gora) ,
- Владимир (Vladimir) ,
- Горня Клезна (Gornja Klezna) ,
- Горний Штой (Gornji Štoj) ,
- Джурке (Ćurke) ,
- Дарза (Darza) ,
- Дольня Клезна (Donja Klezna) ,
- Дольний Штой (Donji Štoj) ,
- Драгине (Draginje) ,
- Зогань (Zoganj)
- Калиман (Kaliman) ,
- Кодре (Kodre) ,
- Колонза (Kolonza) ,
- Косичи (Kosići) ,
- Кравари (Kravari) ,
- Круче (Kruče) ,
- Крута (Kruta) ,
- Круте (Krute) ,
- Лесковац (Leskovac) ,
- Лисна Боре (Lisna Bore) ,
- Меджреч (Međreč) ,
- Миде (Mide) ,
- Можура (Možura) ,
- Пистула (Pistula),
- Растиш (Rastiš) ,
- Реч (Reč) ,
- Сальч (Salč) ,
- Светы Джордже (Sveti Đorđe) ,
- Сукобин (Sukobin) ,
- Сутьел (Sutjel) ,
- Ульцинь (Ulcinj)
- Фрасканьел (Fraskanjel) ,
- Шас (Šas) ,
- Штодра (Štodra) ,

## Галерея

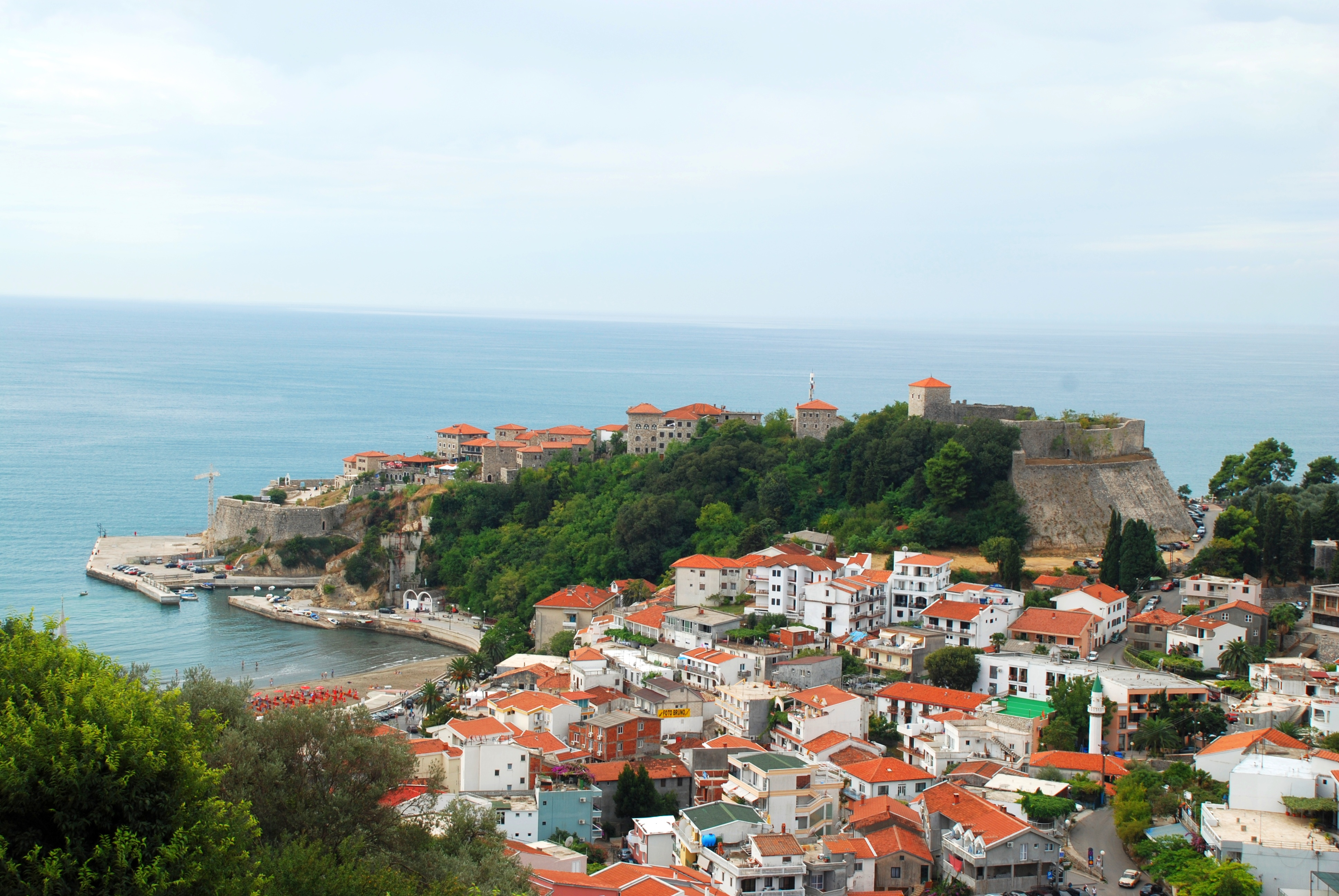
Улцинь
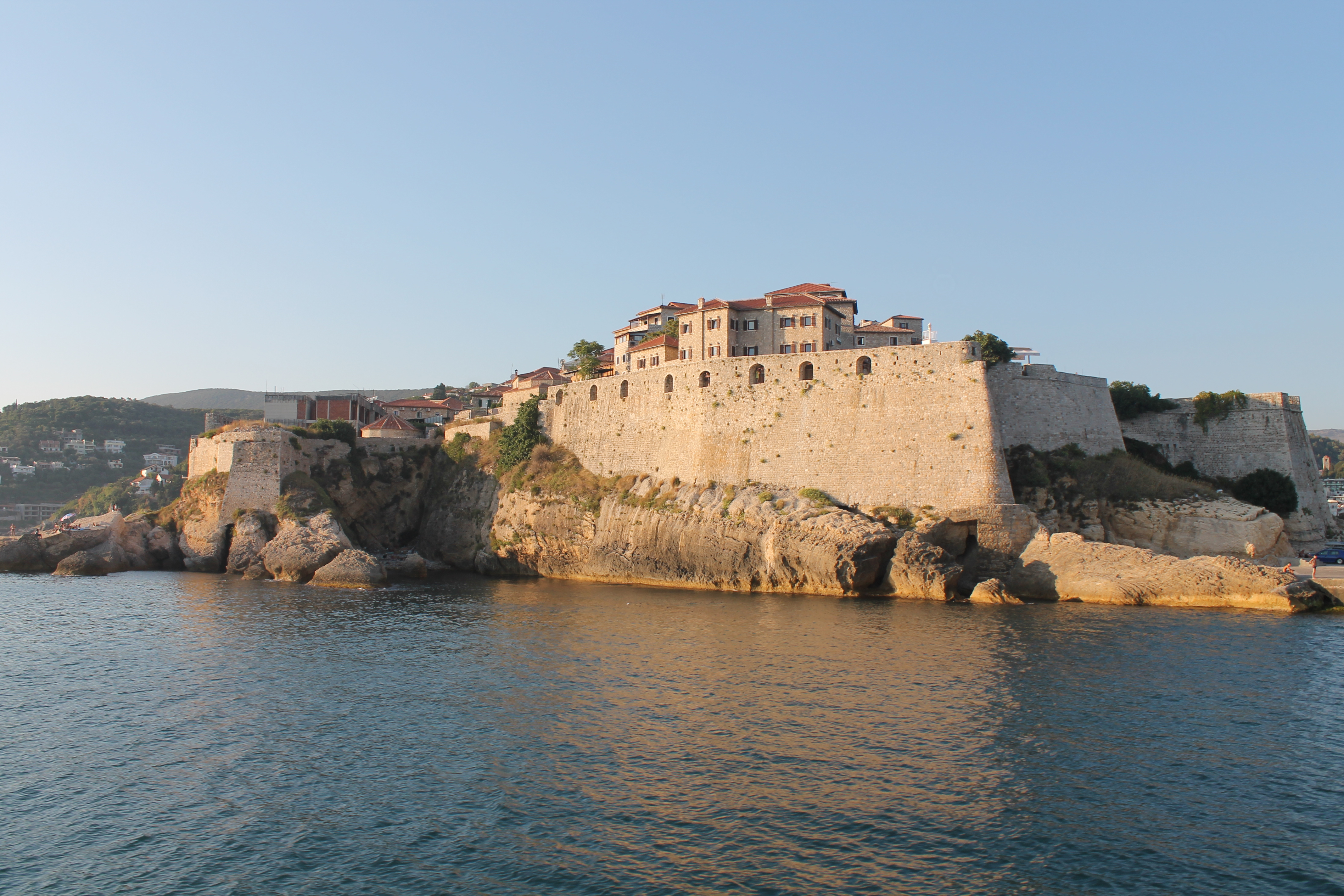
Улцинь
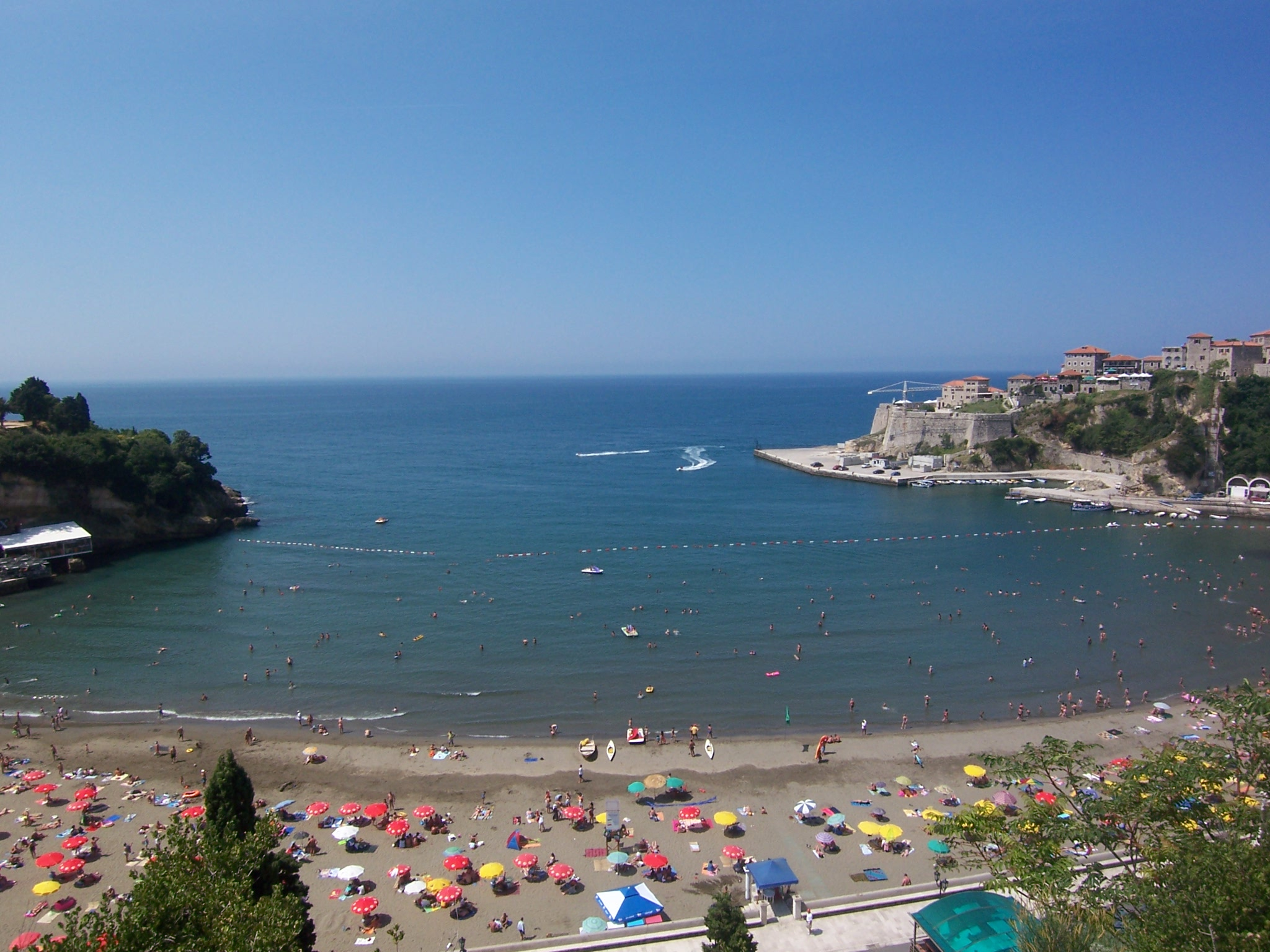
Городской пляж
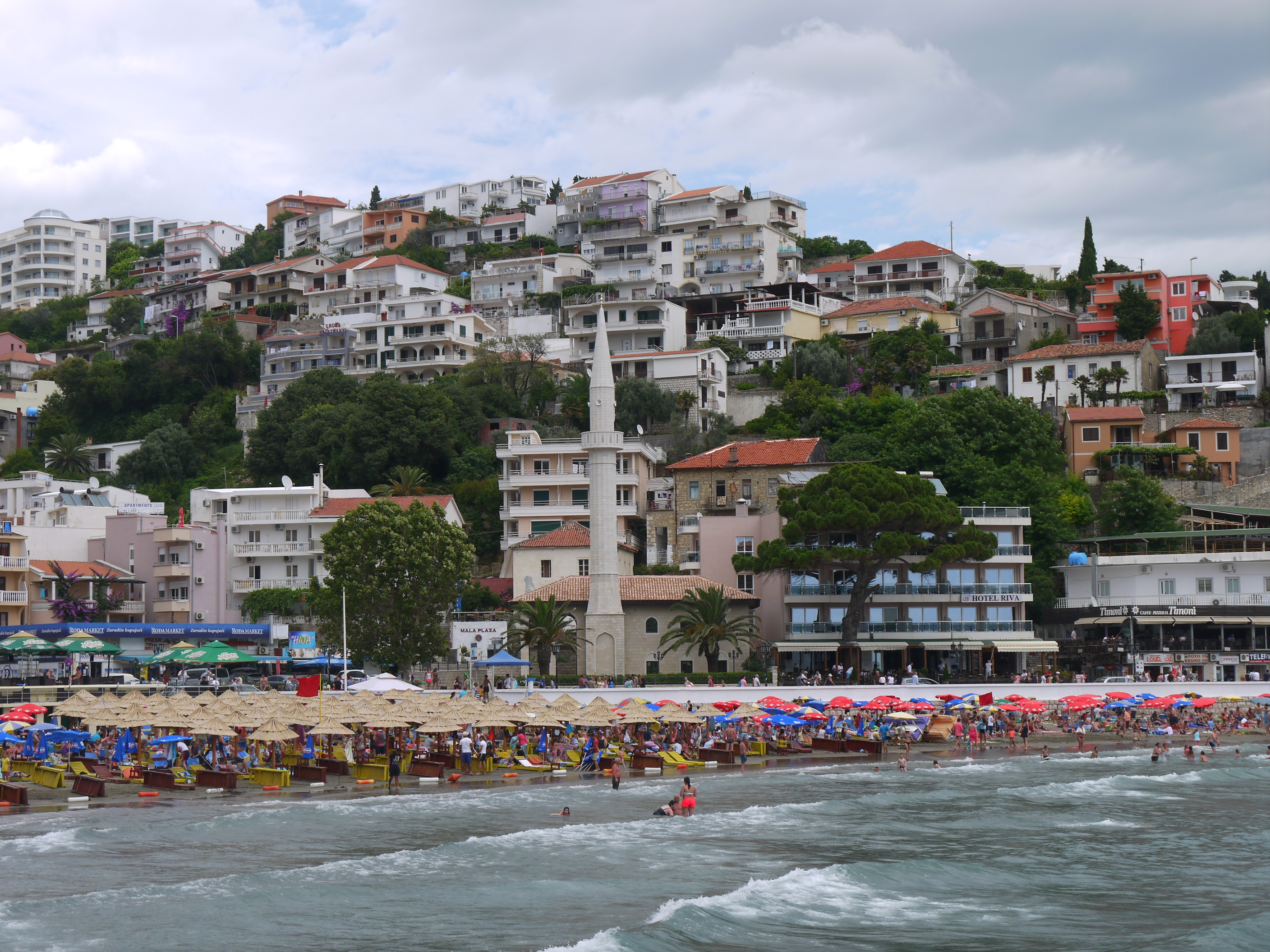
Мечеть моряков и городской пляж
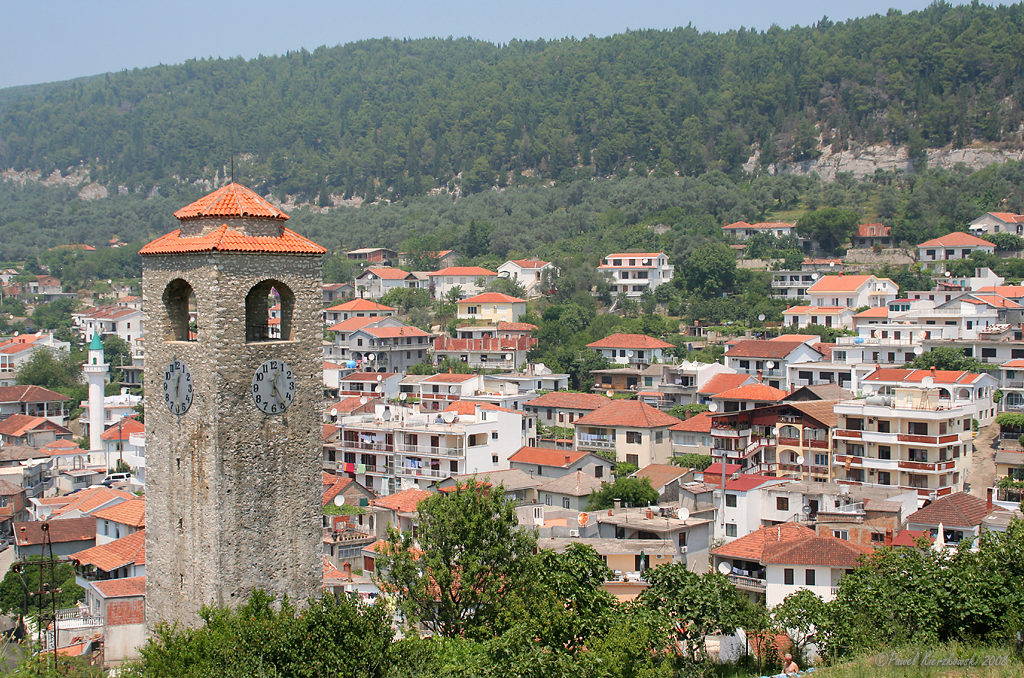
Часовая башня Улциня
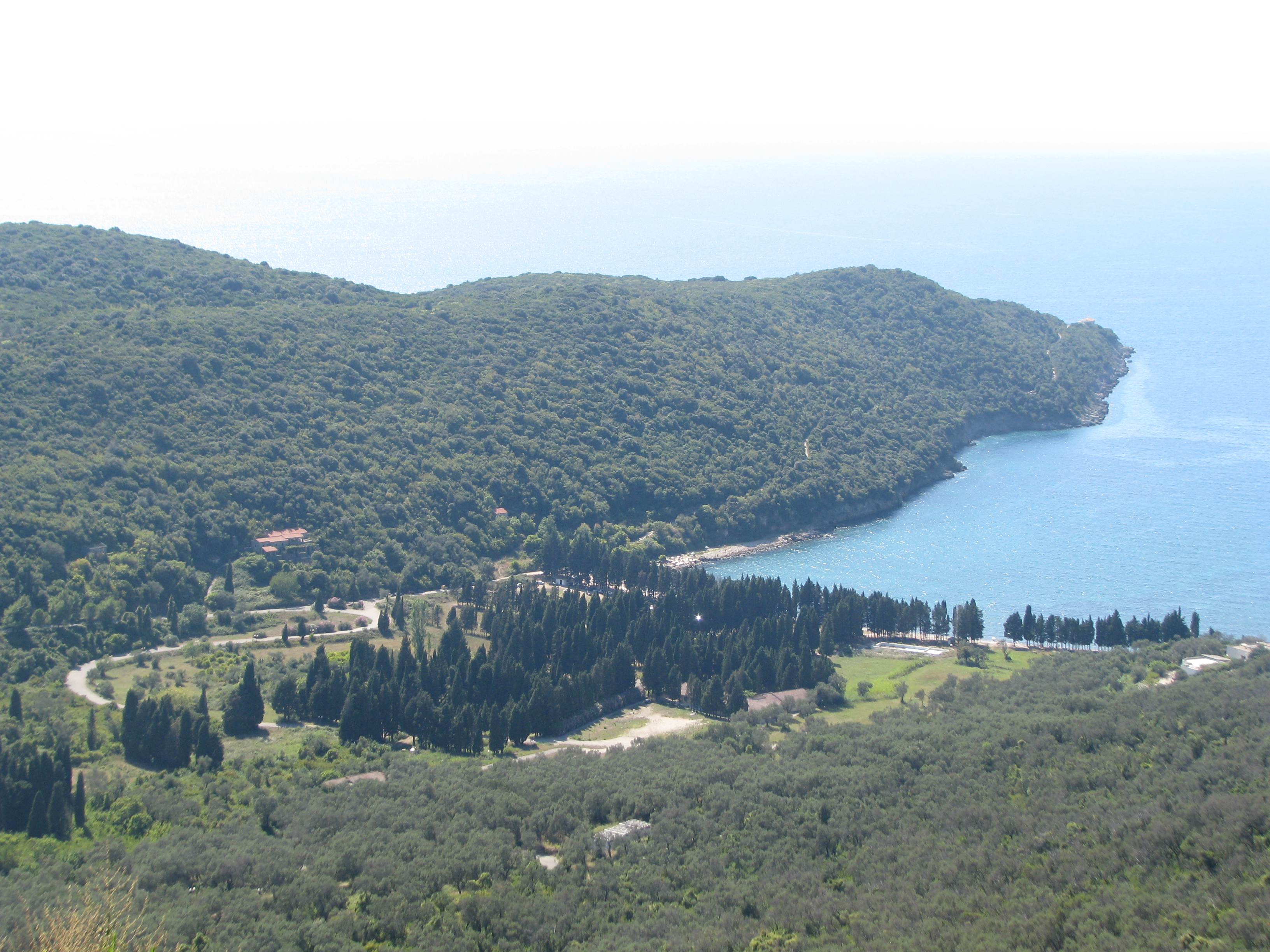
Бухта Валданос
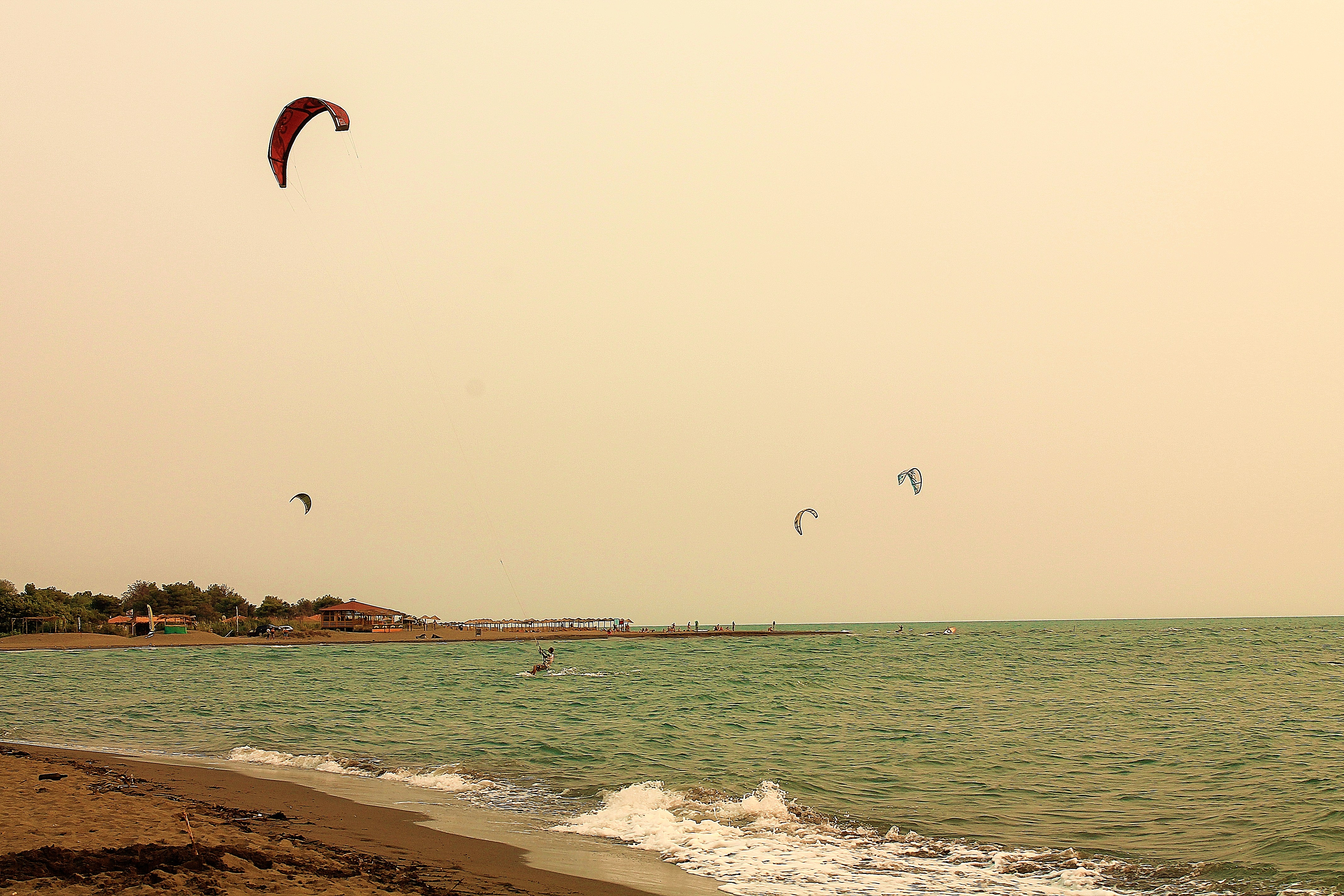
Велика Плажа
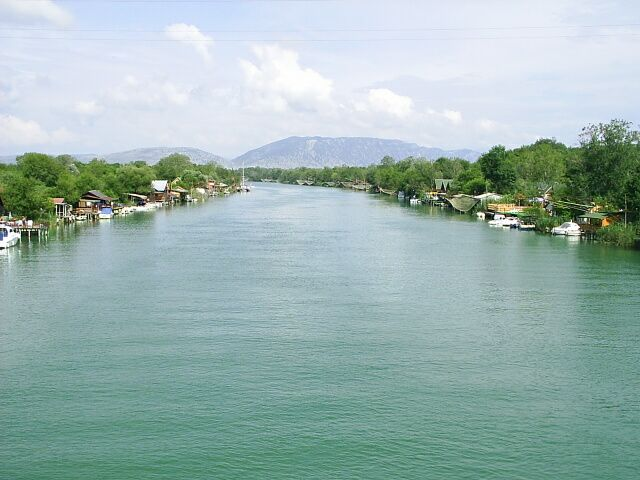
Ада-Бояна